# Hemidictyaceae
Hemdictyaceae é uma família monotípica da ordem Polypodiales, reconhecida pelo Pteridophyte Phylogeny Group em 2016 no sistema PPG I, cujo único género extante é Hemidictyum, também um táxon monotípico, tendo como única espécie Hemidictyum marginatum. Alternativamente, a família, juntamente com Aspleniaceae sensu stricto, pode ser colocada numa família Aspleniaceae muito mais amplamente definida como a subfamília Asplenioideae.

## Diversidade taxonômica
Essa família de samambaias é constituída por apenas um gênero, Hemidictyum, inicialmente descrito por Karel Bořivoj Presl em 1836.
Atualmente, o único gênero da família também é considerado monotípico, apresentando apenas sua espécie tipo, Hemidictyum marginatum (L.) C. Presl,.
São plantas terrícolas e herbáceas de grande porte, podendo ultrapassar dois metros de altura.

## Morfologia
Essa samambaia é caracterizada por frondes bipinatifitas com pecíolos verticais, em média de 0,5 a 1,5m, com pares de pinas opostas, verde brilhante e glabras (sem pelos ou tricomas), de forma oblonga, subitamente pontiaguda na extremidade. Outra característica marcante das pinas para a taxonomia são suas veias: apresentam-se livres próximas do pecíolo, tornando-se anastomosadas nas extremidades. O rizoma apresenta escamas acastanhadas e lanceoladas por toda a borda e, às vezes, no início dos pecíolos também.
Na superfície abaxial das pinas, especialmente onde as veias são livres, estão posicionados os soros. Estes são conspícuos por suas formas lineares e de comprimento variável, possuindo indúsio membranoso e bastante fino, cuja abertura é distal.
Fotografias de observações e exsicatas que ilustram detalhadamente a morfologia da espécie foram reunidas e podem ser observadas em uma página própria do GBIF (Global Biodiversity Information Facility).

## Taxonomia e filogenia
Antes de ser reconhecida pelo Pteridophyte Phylogeny Group, em 2016, a família Hemidictyaceae era vista como um gênero e inserida dentro de famílias maiores, por exemplo, Woodsiaceae ou Diplaziopsidaceae, na visão de Smith et  al., 2006, e  Christenhusz et  al.,  2011, respectivamente. O gênero Hemidictyum inicialmente englobava mais espécies, e já houve confusões com outros táxons, especialmente plantas do gênero Diplazium, graças à sua semelhança morfológica.
O nome genérico Hemidictyum deriva dos termos do grego clássico hemi (metade) e diktyon (rede), devido ao facto de as nervuras estarem ligadas apenas a meio das pínulas.

### Filogenia
Hemidictyaceae é considerada uma família irmã de Aspleniaceae s.l., que se acredita ter divergido durante o período Cretáceo. Atualmente, é possível inferir que a família Aspleniaceae é seu grupo irmão. Evidências da relação entre essas famílias foram apontadas no trabalho de Rothfels, indicando que sua separação ocorreu por volta do final do Cretáceo. Ambas podem ser agrupadas com outras famílias próximas num clado informal denominado Aspleniineae ou Eupolypods II, estipulando suas possíveis relações filogenéticas.
O cladograma para a subordem Aspleniineae (como eupolipódios II), baseado em Lehtonen (2011), e Rothfels & al. (2012), mostra uma provável relação filogenética entre as Hemidictyaceae e as demais famílias do clado. O cladograma é o seguinte:
|  | Diplaziopsidaceae                                               |
|  |                                                                 |
|  | \| \| Aspleniaceae \| \| \| \| \| \| Hemidictyaceae \| \| \| \| |
|  |                                                                 |
|  | Aspleniaceae                                                    |
|  |                                                                 |
|  | Hemidictyaceae                                                  |
|  |                                                                 |

|  | Aspleniaceae   |
|  |                |
|  | Hemidictyaceae |
|  |                |

|  | Diplaziopsidaceae                                               |
|  |                                                                 |
|  | \| \| Aspleniaceae \| \| \| \| \| \| Hemidictyaceae \| \| \| \| |
|  |                                                                 |
|  | Aspleniaceae                                                    |
|  |                                                                 |
|  | Hemidictyaceae                                                  |
|  |                                                                 |

|  | Aspleniaceae   |
|  |                |
|  | Hemidictyaceae |
|  |                |

|  | \| \| Onocleaceae \| \| \| \| \| \| Blechnaceae \| \| \| \| |
|  |                                                             |
|  | Athyriaceae                                                 |
|  |                                                             |
|  | Onocleaceae                                                 |
|  |                                                             |
|  | Blechnaceae                                                 |
|  |                                                             |

|  | Onocleaceae |
|  |             |
|  | Blechnaceae |
|  |             |

|  | \| \| Onocleaceae \| \| \| \| \| \| Blechnaceae \| \| \| \| |
|  |                                                             |
|  | Athyriaceae                                                 |
|  |                                                             |
|  | Onocleaceae                                                 |
|  |                                                             |
|  | Blechnaceae                                                 |
|  |                                                             |

|  | Onocleaceae |
|  |             |
|  | Blechnaceae |
|  |             |

|  | \| \| Onocleaceae \| \| \| \| \| \| Blechnaceae \| \| \| \| |
|  |                                                             |
|  | Athyriaceae                                                 |
|  |                                                             |
|  | Onocleaceae                                                 |
|  |                                                             |
|  | Blechnaceae                                                 |
|  |                                                             |

|  | Onocleaceae |
|  |             |
|  | Blechnaceae |
|  |             |

|  | \| \| Onocleaceae \| \| \| \| \| \| Blechnaceae \| \| \| \| |
|  |                                                             |
|  | Athyriaceae                                                 |
|  |                                                             |
|  | Onocleaceae                                                 |
|  |                                                             |
|  | Blechnaceae                                                 |
|  |                                                             |

|  | Onocleaceae |
|  |             |
|  | Blechnaceae |
|  |             |

|  | Diplaziopsidaceae                                               |
|  |                                                                 |
|  | \| \| Aspleniaceae \| \| \| \| \| \| Hemidictyaceae \| \| \| \| |
|  |                                                                 |
|  | Aspleniaceae                                                    |
|  |                                                                 |
|  | Hemidictyaceae                                                  |
|  |                                                                 |

|  | Aspleniaceae   |
|  |                |
|  | Hemidictyaceae |
|  |                |

|  | Diplaziopsidaceae                                               |
|  |                                                                 |
|  | \| \| Aspleniaceae \| \| \| \| \| \| Hemidictyaceae \| \| \| \| |
|  |                                                                 |
|  | Aspleniaceae                                                    |
|  |                                                                 |
|  | Hemidictyaceae                                                  |
|  |                                                                 |

|  | Aspleniaceae   |
|  |                |
|  | Hemidictyaceae |
|  |                |

|  | \| \| Onocleaceae \| \| \| \| \| \| Blechnaceae \| \| \| \| |
|  |                                                             |
|  | Athyriaceae                                                 |
|  |                                                             |
|  | Onocleaceae                                                 |
|  |                                                             |
|  | Blechnaceae                                                 |
|  |                                                             |

|  | Onocleaceae |
|  |             |
|  | Blechnaceae |
|  |             |

|  | \| \| Onocleaceae \| \| \| \| \| \| Blechnaceae \| \| \| \| |
|  |                                                             |
|  | Athyriaceae                                                 |
|  |                                                             |
|  | Onocleaceae                                                 |
|  |                                                             |
|  | Blechnaceae                                                 |
|  |                                                             |

|  | Onocleaceae |
|  |             |
|  | Blechnaceae |
|  |             |

|  | \| \| Onocleaceae \| \| \| \| \| \| Blechnaceae \| \| \| \| |
|  |                                                             |
|  | Athyriaceae                                                 |
|  |                                                             |
|  | Onocleaceae                                                 |
|  |                                                             |
|  | Blechnaceae                                                 |
|  |                                                             |

|  | Onocleaceae |
|  |             |
|  | Blechnaceae |
|  |             |

|  | \| \| Onocleaceae \| \| \| \| \| \| Blechnaceae \| \| \| \| |
|  |                                                             |
|  | Athyriaceae                                                 |
|  |                                                             |
|  | Onocleaceae                                                 |
|  |                                                             |
|  | Blechnaceae                                                 |
|  |                                                             |

|  | Onocleaceae |
|  |             |
|  | Blechnaceae |
|  |             |

|  | Diplaziopsidaceae                                               |
|  |                                                                 |
|  | \| \| Aspleniaceae \| \| \| \| \| \| Hemidictyaceae \| \| \| \| |
|  |                                                                 |
|  | Aspleniaceae                                                    |
|  |                                                                 |
|  | Hemidictyaceae                                                  |
|  |                                                                 |

|  | Aspleniaceae   |
|  |                |
|  | Hemidictyaceae |
|  |                |

|  | Diplaziopsidaceae                                               |
|  |                                                                 |
|  | \| \| Aspleniaceae \| \| \| \| \| \| Hemidictyaceae \| \| \| \| |
|  |                                                                 |
|  | Aspleniaceae                                                    |
|  |                                                                 |
|  | Hemidictyaceae                                                  |
|  |                                                                 |

|  | Aspleniaceae   |
|  |                |
|  | Hemidictyaceae |
|  |                |

|  | \| \| Onocleaceae \| \| \| \| \| \| Blechnaceae \| \| \| \| |
|  |                                                             |
|  | Athyriaceae                                                 |
|  |                                                             |
|  | Onocleaceae                                                 |
|  |                                                             |
|  | Blechnaceae                                                 |
|  |                                                             |

|  | Onocleaceae |
|  |             |
|  | Blechnaceae |
|  |             |

|  | \| \| Onocleaceae \| \| \| \| \| \| Blechnaceae \| \| \| \| |
|  |                                                             |
|  | Athyriaceae                                                 |
|  |                                                             |
|  | Onocleaceae                                                 |
|  |                                                             |
|  | Blechnaceae                                                 |
|  |                                                             |

|  | Onocleaceae |
|  |             |
|  | Blechnaceae |
|  |             |

|  | \| \| Onocleaceae \| \| \| \| \| \| Blechnaceae \| \| \| \| |
|  |                                                             |
|  | Athyriaceae                                                 |
|  |                                                             |
|  | Onocleaceae                                                 |
|  |                                                             |
|  | Blechnaceae                                                 |
|  |                                                             |

|  | Onocleaceae |
|  |             |
|  | Blechnaceae |
|  |             |

|  | \| \| Onocleaceae \| \| \| \| \| \| Blechnaceae \| \| \| \| |
|  |                                                             |
|  | Athyriaceae                                                 |
|  |                                                             |
|  | Onocleaceae                                                 |
|  |                                                             |
|  | Blechnaceae                                                 |
|  |                                                             |

|  | Onocleaceae |
|  |             |
|  | Blechnaceae |
|  |             |

|  | Diplaziopsidaceae                                               |
|  |                                                                 |
|  | \| \| Aspleniaceae \| \| \| \| \| \| Hemidictyaceae \| \| \| \| |
|  |                                                                 |
|  | Aspleniaceae                                                    |
|  |                                                                 |
|  | Hemidictyaceae                                                  |
|  |                                                                 |

|  | Aspleniaceae   |
|  |                |
|  | Hemidictyaceae |
|  |                |

|  | Diplaziopsidaceae                                               |
|  |                                                                 |
|  | \| \| Aspleniaceae \| \| \| \| \| \| Hemidictyaceae \| \| \| \| |
|  |                                                                 |
|  | Aspleniaceae                                                    |
|  |                                                                 |
|  | Hemidictyaceae                                                  |
|  |                                                                 |

|  | Aspleniaceae   |
|  |                |
|  | Hemidictyaceae |
|  |                |

|  | \| \| Onocleaceae \| \| \| \| \| \| Blechnaceae \| \| \| \| |
|  |                                                             |
|  | Athyriaceae                                                 |
|  |                                                             |
|  | Onocleaceae                                                 |
|  |                                                             |
|  | Blechnaceae                                                 |
|  |                                                             |

|  | Onocleaceae |
|  |             |
|  | Blechnaceae |
|  |             |

|  | \| \| Onocleaceae \| \| \| \| \| \| Blechnaceae \| \| \| \| |
|  |                                                             |
|  | Athyriaceae                                                 |
|  |                                                             |
|  | Onocleaceae                                                 |
|  |                                                             |
|  | Blechnaceae                                                 |
|  |                                                             |

|  | Onocleaceae |
|  |             |
|  | Blechnaceae |
|  |             |

|  | \| \| Onocleaceae \| \| \| \| \| \| Blechnaceae \| \| \| \| |
|  |                                                             |
|  | Athyriaceae                                                 |
|  |                                                             |
|  | Onocleaceae                                                 |
|  |                                                             |
|  | Blechnaceae                                                 |
|  |                                                             |

|  | Onocleaceae |
|  |             |
|  | Blechnaceae |
|  |             |

|  | \| \| Onocleaceae \| \| \| \| \| \| Blechnaceae \| \| \| \| |
|  |                                                             |
|  | Athyriaceae                                                 |
|  |                                                             |
|  | Onocleaceae                                                 |
|  |                                                             |
|  | Blechnaceae                                                 |
|  |                                                             |

|  | Onocleaceae |
|  |             |
|  | Blechnaceae |
|  |             |

### Espécies
Atualmente, existe apenas uma espécie de “Hemidictyum” aceite, Hemidictyum marginatum. Inicialmente, essa espécie foi descrita dentro de outro gênero existente, então denominada Asplenium marginatum, L., 1753. Também é encontrada na literatura sob os seguintes sinónimos taxonómicos:
- Allantodia marginata Racib. (1905)
- Asplenium limbatum Willd. (1810)
- Asplenium mikanii C.Presl (1822)
- Athyrium marginatum Milde (1870)
- Diplazium giganteum Karst (1850)
- Diplazium limbatum (Willd.) Proctor (1966)
- Diplazium marginatum [[Diels (1899)
- Hemidictyum limbatum (Willd.) C.Presl (1851)
- Hemidictyum peruvianum C.Presl (1851)

## Distribuição geográfica
Hemidictyum é um género nativo da região neotropical, com ocorrência confirmada na América do Sul, Caribe, América Central e no sul da América do Norte, tendo como domínios morfoclimáticos florestas ombrófilas e zonas de várzea da floresta amazônica. Mais especificamente, foi relatada nos seguintes países: Bolívia, Brasil, Colômbia, Costa Rica, Dominica, Equador, Estados Unidos (em Porto Rico), Guatemala, Guadalupe, Guiana Francesa, Honduras, Jamaica, Martinica, México (na região sul: Chiapas, Oaxaca, Tabasco e Veracruz), Montserrat, Nicarágua, Panamá, Peru, Santa Lúcia, São Vicente e Granadinas, São Cristóvão e Névis, Suriname, Trinidad e Tobago e, por fim, na Venezuela.
No Brasil, sua ocorrência frequentemente relaciona-se com a presença da Mata Atlântica, mas pode ser encontrada em outros domínios. A espécie Hemidictyum marginatum foi documentada no Acre, Alagoas, Bahia, Espírito Santo, Minas Gerais, Rio de Janeiro, São Paulo, Paraná e Santa Catarina.